# 蒙特雷足球俱乐部
蒙特雷足球俱乐部（西班牙語：Club de Fútbol Monterrey）是墨西哥的一个足球俱乐部，位于新莱昂州蒙特雷市。蒙特雷队成立于1945年6月。自1999年以来，该俱乐部隶属FEMSA公司。自2015年以来，其主场比赛一直在BBVA体育场进行。

## 荣誉

### 國內
- 墨西哥足球甲级联赛
  - 冠军(5)：墨西哥86, 2003年夏季, 2009年冬季, 2010年冬季, 2019年冬季
  - 亚军(3)：1992-1993赛季, 2004年冬季, 2005年冬季

- 墨西哥足球乙级联赛
  - 冠军(2)：1956, 1960

### 國際
- 中北美洲及加勒比海聯賽冠軍盃
  - 冠军(5)：2010–11年 , 2011–12年, 2012–13年 , 2019年 , 2021年

- 中北美洲及加勒比海盃賽冠軍盃
  - 冠军(1)：1993年

## 著名球員
- 塞爾希奧·卡納萊斯（Sergio Canales）[2]
- 沙治奧•拉莫斯 (Sergio Ramos）